# 1980-ті в театрі
1980-ті роки в театрі

## Прем'єри
1989
- 23 грудня — «Тев'є-Тевель» Григорія Горіна за мотивами збірки оповідань Шолом-Алейхема «Тев'є-Молочар» (реж. Сергій Данченко, Національний академічний драматичний театр імені Івана Франка)

## Персоналії

### Народилися
1983
- 29 травня —
  -  Дмитро Рибалевський (???) — український актор театру і кіно, Заслужений артист України (2017)[1]

1986
- 10 вересня —
  -  Станіслав Жирков (м. Уфа, Башкортостан) — український театральний режисер, автор музичного оформлення, художник з освітлення, сценограф, керівник постановки, художній керівник, Заслужений артист України (2017)[2]

- 30 вересня —
  -  Галина Баранкевич (м. Івано-Франківськ, Україна) — українська акторка, співачка, заслужена артистка України (2014), артистка драми Івано-Франківського національного академічного обласного музично-драматичного театру ім. Івана Франка[3].